# Bio-feedback vaginale
Il bio-feedback vaginale o biofeedback-assisted del PFMT (Pelvic floor muscle training o allenamento dei muscoli pelvici) è una delle metodiche non chirurgiche utilizzate nella terapia dell'incontinenza urinaria da stress nella donna.
Esso consiste in una tecnica di rinforzo positivo degli esercizi di Kegel, condotta mediante l'uso di uno strumento che rileva la pressione esercitata dai muscoli vaginali su un opportuno rilevatore inserito in vagina (manometro di Kegel).
Esistono 3 varianti:
- biofeedback-assisted PFMT convenzionale.
- EMG biofeedback-assisted PFMT con elettro-stimolazione (ES) dinamica,
- EMG biofeedback-assisted PFMT

In uno studio del 2010 condotto presso l'University Hospital of Tuebingen, Germany, si è evidenziato una sostanziale parità delle tre metodiche, inoltre, l'ES non sembra offrire vantaggi in donne che hanno la capacità di contrarre volontariamente la muscolatura pelvica.
Una Linea guida del 1996 della Agency for Health Care Policy and Research (AHCPR), conferma l'utilità di questa tecnica rieducativa.